# Техасский университет A&M в Тексаркане
Техасский университет A&M в Тексаркане (англ. Texas A&M University–Texarkana, сокр. A&M-Texarkana) — американский государственный университет в Тексаркане, штат Техас.
Университет является частью системы Техасского университета A&M.

## История
Университет с контингентом учащихся 323 человека открылся в 1971 году как Центр государственного университета Восточного Техаса в Тексаркане (East Texas State University Center at Texarkana), в качестве филиала Техасского университета A&M в Коммерсе. Первоначально он делил кампус с местным колледжем Тексаркана.
Филиал получил аккредитацию в 1980 году, а в сентябре 1996 года присоединился к Техасской системе A&M и был переименован в Техасский университет A&M в Тексаркане. В 2010 году университет переехал в новый и нынешний кампус недалеко от парка Bringle Lake Park. В конце 2010-х годов Техасский университет A&M в Тексаркане получил крупные финансовые гранты от законодательного собрания штата, в том числе на строительство нового здания на сумму 32 миллиона долларов (в 2016 году) при поддержке техасских политиков Гэри ВанДивера и Джо Страуса. В 2019 году учебное заведение получило дополнительное финансирование в размере 3,6 млн долларов для новых академических программ, снова при поддержке ВанДивера и сенатора штата Брайана Хьюза.

## Деятельность
Университет является членом системы Техасского университета A&M и управляется его попечительским советом. Президентом учебного заведения в настоящее время является Эмили Катрер. Техасский университет A&M в Тексаркане состоит из двух академических колледжей, предлагают 18 специальностей бакалавриата, 20 программ магистратуры и несколько программ расширенного образования:
- College of Arts, Sciences and Education
- College of Business, Engineering and Technology

В 2013 году Техасский университет A&M в Тексаркане подписал соглашение с Общественным колледжем Северо-Восточного Техаса, а в 2014 году с колледжем Тексаркана о сотрудничестве в обмене программами и студентами. Аналогичное соглашение в 2015 году было заключено с Парижским младшим колледжем.
Строительство собственного университетского колледжа началось в 2006 году, и к 2019 году было построено шесть зданий. В университете функционируют студенческие братства: Beta Beta Beta, Chi Sigma Iota, Delta Mu Delta, Kappa Delta Pi, Phi Alpha Theta, Psi Chi, Sigma Tau Delta, Alpha Chi и сестринства: Omega Delta Chi, Zeta Phi Beta, Alpha Sigma Alpha, Phi Lambda Chi.